# Imagine (альбом Армина ван Бюрена)
Imagine (рус. Представь) — третий студийный альбом нидерландского диджея Армина ван Бюрена, вышедший в 2008 году. Альбом поднялся до #4 в Billboard’s Top Electronic Albums Chart. Первым синглом из него вышел «Going Wrong», вторым — «In and Out of Love» (с участием Шарон ден Адель, вокалистки Within Temptation). Третьим был «Unforgivable» (с участием Jaren), затем вышел «Fine Without You» (с участием Jennifer Rene) и наконец пятым и последним синглом альбома стала композиция «Never Say Never», записанная совместно с Jacqueline Govaert.

## Список композиций
| №   | Название             | Текст песни        | Длительность |
| --- | -------------------- | ------------------ | ------------ |
| 1.  | «Imagine»            |                    | 9:25         |
| 2.  | «Going Wrong»        | Chris Jones        | 5:38         |
| 3.  | «Unforgivable»       | Jaren              | 7:58         |
| 4.  | «Face To Face»       |                    | 7:34         |
| 5.  | «Hold On To Me»      | Audrey Gallagher   | 7:18         |
| 6.  | «In And Out Of Love» | Sharon den Adel    | 6:01         |
| 7.  | «Never Say Never»    | Jacqueline Govaert | 6:59         |
| 8.  | «Rain»               | Cathy Burton       | 7:11         |
| 9.  | «What If»            | Vera Ostrova       | 7:17         |
| 10. | «Fine Without You»   | Jennifer Rene      | 6:26         |
| 11. | «Intricacy»          |                    | 7:07         |